# International Continental Scientific Drilling Program
Das International Continental Scientific Drilling Program (ICDP) ist eine Internationale Organisation zur Förderung und Unterstützung der Geowissenschaften im Bereich von wissenschaftlichen Kontinentalbohrungen. Sie wurde im Anschluss an das Kontinentale Tiefbohrprogramm der Bundesrepublik Deutschland 1996 ins Leben gerufen.
Forschungsbohrungen sind ein wichtiges Werkzeug zur Erschließung der Struktur der Erde und ihrer geologischen Abläufe. Die Ergebnisse solcher Bohrungen erklären geologische Abläufe und bilden wichtige Fakten, an denen sich geologische Modelle messen lassen müssen. Der internationale Austausch von Ergebnissen wie auch die länderübergreifende Zusammenarbeit auf diesem Gebiet sollen einen wichtigen Baustein zur verantwortungsvollen Verwaltung von Umwelt und Ressourcen der Erde bilden.
Organe des ICDP sind eine Gouverneursversammlung (Assembly of Governors), die die finanzielle und wissenschaftliche Aufsicht ausübt und grundsätzliche Entscheidungen zur Ausrichtung trifft, ein Exekutivkomitee (Executive Committee), dem die Programm- und Finanzplanung obliegt und das der Gouverneursversammlung Bericht erstattet, sowie eine wissenschaftliche Beratergruppe (Science Advisory Group), die die wissenschaftliche Bewertung vorgeschlagener Projekte vornimmt, wozu sie sich auch externen Sachverstands bedienen kann, und daraus eine Prioritätenliste nach wissenschaftlichen Gesichtspunkten erstellt. Dem Exekutivkomitee zur Führung der laufenden Geschäfte zugeordnet ist ein Geschäftsführer (Executive Director) sowie eine Operationsunterstützungsgruppe (Operational Support Group), die vom GFZ Helmholtz-Zentrum für Geoforschung gestellt wird.
Ordentliche Mitglieder des ICDP sind in der Reihenfolge des Beitritts (Stand 2024): China, Deutschland, USA, Japan, Österreich, Norwegen, Tschechien, Island, Finnland, Südafrika, Italien, Spanien, Schweden, die Schweiz, Neuseeland, Frankreich, die Niederlande, Israel, Vereinigtes Königreich, Indien, sowie Australien. Die UNESCO fungiert als assoziiertes Mitglied.
Vom ICDP werden zurzeit Arbeiten aus vier Themenbereichen gefördert, dies sind:
- Paleoklima- und Paleoumweltbedingungen
- Geodynamische Prozesse
- Georisiken
- Georessourcen